# Alfred Macorig
Alfred Macorig, né le 8 décembre 1921 à Dolegna del Collio (Frioul-Vénétie Julienne) et mort le 26 avril 2007 à Villeneuve-sur-Lot, est un coureur cycliste italien puis français à partir de 1946, professionnel de 1943 à 1953.

## Biographie
Né italien, il est naturalisé français en 1946.

## Palmarès
- 1943
  - Circuit des cols pyrénéens
  - Toulouse-Agen
  - Tour du Lot-et-Garonne
- 1944
  - Toulouse-Tarbes
  - 3e du Circuit boussaquin
- 1947
  - Tour de Corrèze
- 1948
  - Circuit du Gers :
    - Classement général
    - 1re et 2e étapes

  - 3e des Boucles de la Seine
- 1949
  - Grand Prix d'Espéraza
  - 6e étape du Tour de l'Ouest
  - 2e du Grand Prix de la Tomate

## Résultats sur les grands tours

### Tour de France
2 participations
- 1947 : abandon (3e étape)
- 1948 : éliminé (16e étape)